# Su muhallebisi
Su muhallebisi (literalment muhallebi d'aigua) són unes postres de la cuina turca. Es fa amb llet, aigua, sucre, farina i midó de blat. Se li tira a sobre sucre de llustre, i gotes d'aigua de roses.